# Bernd Kannenberg
Bernhard "Bernd" Kannenberg (Königsberg, 20 de agosto de 1942 – Münster, 13 de janeiro de 2021) foi um atleta e campeão olímpico da antiga Alemanha Ocidental.
Marchador, participou dos Jogos Olímpicos de Munique em 1972 onde conquistou a medalha de ouro na marcha dos 50 km. Também ganhou a prata no Campeonato da Europa de Atletismo de 1974. Voltou a participar dos Jogos em Montreal 1976, onde não conseguiu completar a prova.

## Biografia
Kannenberg era um soldado profissional e treinado na escola de esportes do Bundeswehr alemão em Warendorf. Depois de se aposentar das competições, ele treinou a equipe alemã de caminhada esportiva.
Kannenberg nasceu em Koenigsberg (Prússia Oriental, a partir de 1945, Kaliningrado). Com sua avó e primo ele estava a bordo do navio de evacuação "Wilhelm Gustloff", quando foi torpedeado por um submarino russo. Ele e seu primo estavam entre os 9% mais sobreviventes, enquanto sua avó morreu. Em 1955, ele emigrou com sua família da Alemanha Oriental para a Alemanha Ocidental.
Morreu em 13 de janeiro de 2021, aos 78 anos, em Münster.